# J sort
J sort je algoritam za sortiranje koji spada u kategoriju algoritama koji rade u mestu. Ovaj algoritam koristi strand sortiranje (енгл. Strand sort) za sortiranje manje od 40 elemenata, i sortiranje mešanjem (енгл. Shuffle sort) za sortiranje više od 40 elemenata. Džon Kohen tvrdi da je izmislio ovaj algoritam. Ovaj algoritam ne treba mešati sa Jsort algoritmom.